# Beneficio ecclesiastico
Un beneficio ecclesiastico è un istituto giuridico risalente ai tempi del feudalesimo, riferito alle proprietà fondiarie ed immobiliari che si concedevano ai chierici in usufrutto per compenso dei loro uffici e, alla morte del fruttuario, ritornavano alla Chiesa cattolica.

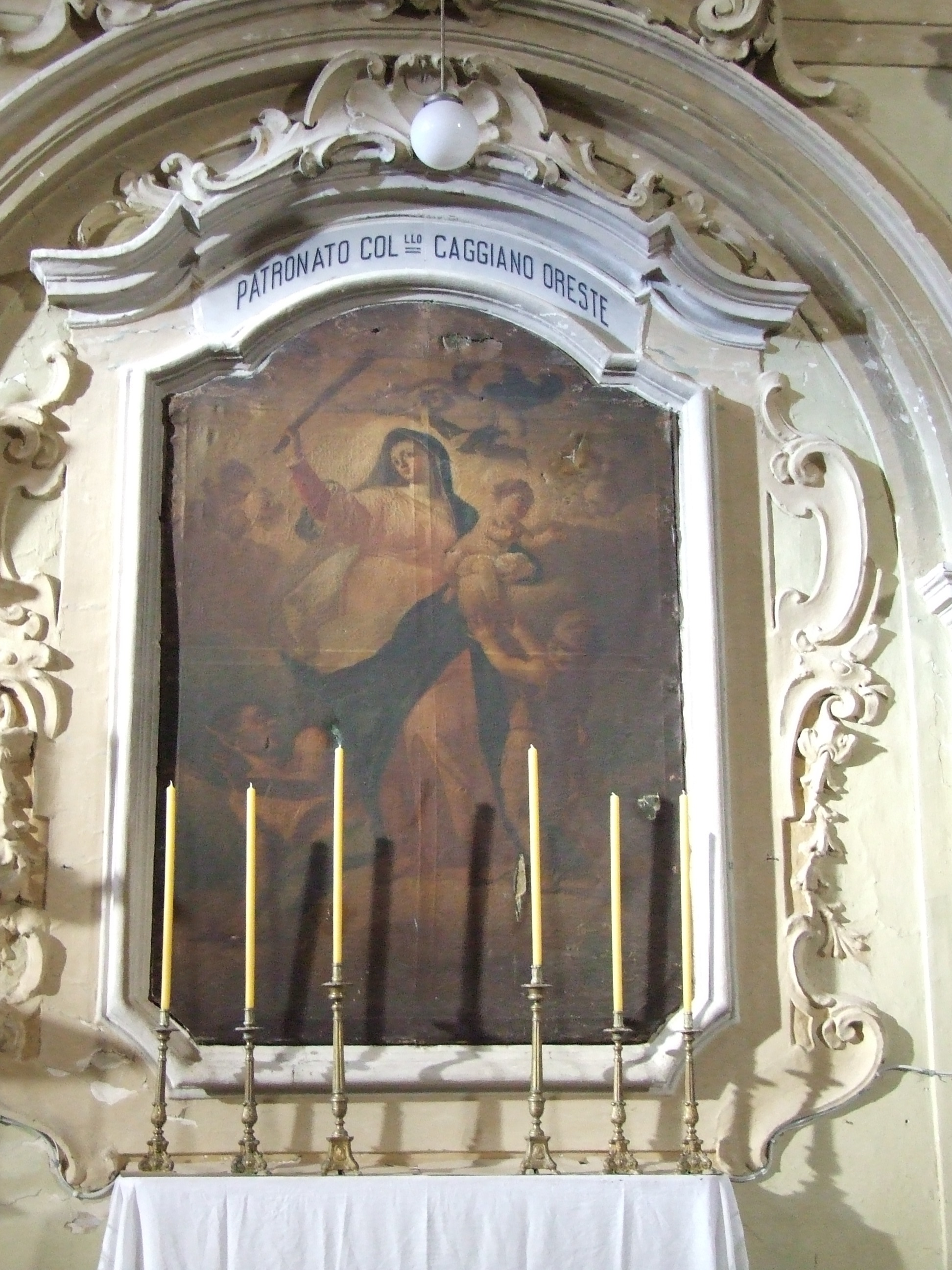
Esempio di patronato nella chiesa del Santissimo Salvatore in Caggiano

Tali benefici potevano essere semplici (sine cura) o comportare il peso della cura delle anime. Inoltre potevano essere "secolari", se goduti da chierici secolari, oppure "regolari" se amministrati dai monaci.

## Il patronato
Una forma particolare acquistava il beneficio ecclesiastico con il diritto di patronato. Con tale diritto coloro che dotavano un altare o una cappella, disponevano anche del beneficiato, per lo più i preti di famiglia o di coloro che appartenevano al ramo, e potevano trasformare il beneficio a loro piacere e giudizio.
Il patronato poteva essere costituito con un atto notarile del fondatore, con cui alcuni beni stabili (generalmente fondi rustici) venivano legati al beneficio con un eventuale obbligo connesso (ad esempio la celebrazione di messe di suffragio) e si regolava la trasmissibilità dei beni e degli obblighi. In alcuni casi il patronato era legato alla proprietà dell'altare e di una cappella, che poteva fungere anche da luogo di sepoltura per la famiglia.
Nei secoli scorsi molte famiglie agiate ambirono a trasmettere ai posteri il nome del proprio casato, dotando altari di chiese e cappelle (patronato). Alla fine non vi era altare che non avesse un patronato e spesso se ne costruivano dei nuovi per sopperire alle continue richieste di dotazioni.

Inoltre, era un modo di sottrarre all'imposizione fiscale dei beni immobili comunque goduti dalla famiglia, in quanto i benefici ecclesiastici erano esenti da tassazione.
Il patronato molto spesso era laico;  in questo caso il beneficio competeva oltre che al patrono anche ai suoi eredi. Poteva anche accadere che per un capriccio, un malinteso o altro, che la dote costituita sull'altare poteva essere ritirata.
Ancora oggi chi visita le chiese o le cappelle potrebbe notare su alcuni altari o in facciata il casato del patronato oppure uno stemma della famiglia.

## Delega
A volte il beneficiato, invece di compiere l'ufficio, poteva delegare ad altri i suoi doveri, ripagandoli con una parte del beneficio. Questa possibilità, introdotta in origine per ovviare a impedimenti temporanei del beneficiato, senza lasciarlo privo di rendita (ad esempio in caso di malattia o vecchiaia), favorirà però l'accumulo dei benefici ecclesiastici.